# Coutts
Coutts and Co. es un banco privado y gestor de patrimonio británico. Fundado en 1692, es el séptimo banco más antiguo del mundo. Su filial internacional fue vendida a la Union Bancaire Privée en marzo de 2015.
Es propiedad del Royal Bank of Scotland Group (matriz del RBS) desde el año 2000, cuando RBS adquirió su empresa matriz, NatWest. Coutts formaba parte de la división de banca privada de RBS. En 2008, adquirió el banco basado en Zúrich Bank von Ernst & Cie, que fusionó con sus filiales internacionales para formar RBS Coutts Bank. 